# Bellâtre
 (avril 2017).
Si vous disposez d'ouvrages ou d'articles de référence ou si vous connaissez des sites web de qualité traitant du thème abordé ici, merci de compléter l'article en donnant les références utiles à sa vérifiabilité et en les liant à la section « Notes et références ».
Un bellâtre est un homme dont la beauté est fade, sans expression ni caractère. C'est, par extension, celui qui fait le beau, le joli cœur, celui qui, se sachant ou se croyant beau, prend des airs avantageux.
Bellâtre est également la traduction proposée pour le mot Beefcake émanant de la civilisation américaine, correspond à un homme bodybuildé ou bien musclé, dont on tire des images érotiques ou des photos réalistes destinées à un public essentiellement féminin.

## États-Unis
En langue anglaise, Beefcake est un jeu de mots partant de Cheesecake (mot désignant une tarte telle le cornet à la crème dans les pâtisseries), qui lui-même renvoie à la pin-up, objet de désir masculin dont on pourra lire l'article tout en regardant le poster accroché au mur.
Le terme anglais est employé fréquemment :
- pour faire référence à l'attirance sexuelle qui provient de l'apparence physique d'étalon obtenue grâce à la pratique de la musculation et de séances UV.
- pour désigner les hommes et les femmes pratiquant le culturisme (incluant les éventuelles cures d'aides hormonales tels que les stéroïdes, pour le rendu galbé et lisse de la musculature, ou bien les bêta-bloquants et autres amphétamines, qui aident à conserver un taux de graisse corporelle bas).

Maints bellâtres de ce type mettent à profit leur beauté plastique en vendant leur image et en proposant des conseils basés sur leur expérience en matière de nutrition, de techniques d'entraînement, voire en licenciant des programmes de fitness sous forme de vidéos les mettant en image.
Depuis la fin du XXe siècle, la tendance suivante s'est affirmée : les acheteurs de ces vidéos sont plus attirés par le corps mis en valeur et l'attirance sexuelle que par le vulgaire "gros tas de muscles".
En naviguant sur Internet sur les pages personnelles que maintiennent ces fameux Cheesecakes, ils peuvent trouver incidemment des vidéos communiquant qu'elles contiennent des images de "nudité explicite" ou autres
termes approchants.
Un film récent, de même nom, donne l'histoire de Athletic Model Guild (en) (lit. guilde des mannequins athlétiques), une petite entreprise connue pour ses photos de bellâtres masculins.